# Húrinova otroka
Narn i hîn Húrin (ali Povest o Húrinovih otrocih, ali Húrinova otroka) je zgodba pisatelja J. R. R. Tolkiena, ki opisuje Morgothovo prekletstvo Húrinove družine: žene Morwen, hčerke Niënor in še posebej njegovega sina Túrina. Knjigo je uredil njegov sin Christopher Tolkien, prevedel Branko Gradišnik, ilustriral pa Alan Lee.
Zgodba se dogaja v Prvi dobi.

## Obnova knjige
Húrin je bil vodja ene od človeških hiš, ki so se upirale temnemu vladarju Morgothu. V svojem otroštvu je po naključju našel skrito vilinsko mesto Doriath, zaradi česar ga je v bitki Neštetih solza temni vladar ujel in njega ter njegov rod preklel. Húrin je imel namreč ženo in troje otrok, sina Túrina in dve hčeri, Urwen in Niënor. Urwen, starejšo sestro in na pogled skoraj vilinsko dete, je pokončal nezdrav zrak, ki se je širil po deželi in prihajal iz Angbanda, domovanja temnega vladarja. Túrin komaj preživi to kugo in po nasvetu matere zbeži k vilincem. Usoda Niënor se razkrije šele na koncu pripovedi in je morda celo najbolj tragična od vseh.
Túrin se pri vilincih razvije v močnega, postavnega in spretnega bojevnika. Pridobi si številne dobre prijatelje, je od večine spoštovan, a žal tudi med temi pravljičnimi bitji vlada ljubosumje. Ponos in napuh ga na vrhuncu dogajanja prisilita, da zapusti varno zavetje in se poda usodi naproti. Med blodenjem po svetu naleti na izobčence, postane njihov voditelj in jih na koncu zaradi svojega vedenja tudi zapelje v pogubo. Na svoji nadaljnji poti prispe v mesto Nargothrond, kjer se zgodba o hitrem vzponu Túrinove moči in jeze Morgoth ponovi z uničenjem celotnega mesta. Tokrat ni bilo, kot pri izobčencih, zgolj število vojakov tisto, kar je pritegnilo Morgothovo pozornost, ampak je mesto uničil širok most, prek katerega so na Túrinovo pobudo vršili hitro in obilno dostavo kovine in orožja, sovragi pa so ga izkoristili kot avtocesto pri napadu. Ker ga kljub nasvetu bogov ni želel pravočasno porušiti, je uničil mesto in svojo ljubljeno Finduilas. Zaradi njene usode se zamisli, umakne iz javnega življenja, se umiri in si nadene drugo ime. Poroči se z Niënor, ne vedoč, da sta pravzaprav brat in sestra.
Slepilo jima v zadnjem dejanju z oči dvigne smrt zmaja Glaurunga. Bitka z njim je zadnje veliko dejanje, ki ga je Túrin storil. Ko se zavesta, kaj sta storila, se sestra vrže v prepad, Túrinov meč pa sodi bratu. Temni gospod je sedaj rešil Húrina prekletstva, a njegov rod je bil že mrtev in rana človeštvu zadana. Ob srečanju z ženo ob grobu sina in hčere se zgodba v hudih časih, a z upanjem na boljše dni, tudi zaključi.